# Danger (Chagos)
Otok Danger najzapadniji je i najjužniji otok Velikog Chagosa, koja je najveća svjetska struktura koraljnog atola, smještena u arhipelagu Chagos u Indijskom oceanu.

## Opis
To je 2 km dug i ravan otok s maksimalnom širinom od 400 m, prekriven visokim stablima kokosa. Ime mu najvjerojatnije potječe od nepostojanja sigurnog sidrišta, zbog čega je svaki dolazak na ovaj otok bio opasan za brod i posadu. Najbliže kopno je otok morskih krava, najjužniji u otočju Eagle koji leži 16 km u smjeru S-SI.

## Povijest
Na otoku Danger nikad nije bilo stalnog naselja, čak ni u vrijeme kada su Chagosi bili naseljeni (između sredine 18. i sredine 20. stoljeća). Međutim, povremeno bi radnici na plantažama s drugih otoka bili dovedeni na ovaj otok da skupljaju kokosove orahe.
Godine 1975., Britanski Joint Services (JSDI) su poduzeli ekspediciju na otok Danger. RFA Resurgent je članove ekspedicije odvezao do otočje Eagle, a potom kečom i gumenjakom do Danger Islanda i do Tri brata. Ekspedicija je napravila topografski pregled koraljnog grebena, ekološki pregled koralja na njemu i studiju o metabolizmu grebena. Također je provedeno referentno prikupljanje uzoraka flore i faune tog područja.
Nakon strogih propisa o prirodnim rezervatima izdanih 18. rujna 1998., Otok Danger, uključujući njegove teritorijalne vode i okolni greben, postao je strogi prirodni rezervat.
BirdLife International također je identificirao Danger Island kao važno područje za ptice. Ptice za koje je otok od značaja za očuvanje uključuju crvenonoge blune (Sula sula, 3 500 parova koji se gnijezde) i smeđe čigre (Anous stolidus,11 000 parova).
Ekspedicija Chagos Trusta iz 2012. iskrecala se na otok uz određene poteškoće: bilo je potrebno plivati s čamca na napuhavanje do obale, a zbog jake struje nisu svi uspjeli pristati. Oni koji su se iskrcali izvijestili su o dobroj pokrivenosti drvećem, uključujući tvrdo drveće, posebno Pisoniju, i zdravu zajednicu ptica. U vodi su istraživali plitku obalu morske trave, nadajući se, ali bezuspješno, da će pronaći dugonge. Ekspedicija 2015. posjetila je otok, iskrcavši se istom metodom, ali s manje poteškoća, i izvijestila je o crvenonogim blunama i smeđim čigrama te o dvije vrste rakova. Također su izvijestili o tragovima kornjača i gnijezdu, te, u vodi, o dobrim populacijama riba i određenom oporavku koralja nakon značajnog odumiranja koralja prethodne godine.

## Vanjske poveznice
- Joint Services Expedition To Danger Island - (1975.) prigodna razglednica
- Chagosovi istraživački radovi i knjige